# Leon Makkonen
Leon Makkonen, pe numele civil Leo Makkonen, (n. 4 iunie 1948, Pielavesi, Kuopio Province⁠(d), Finlanda) este actualul întâistătător al Bisericii Ortodoxe Finlandeze, confirmat și aflat sub ascultarea canonică a Patriarhiei Ecumenice a Constantinopolului.

## Biografie
După ce a absolvit studiile la Seminarul Teologic din Kuopio, la 20 iunie 1972, a fost hirotonit diacon, iar în anul 1979 a fost ridicat la înaltă treaptă de arhiereu, ca episcop de Joensuu. Titulatura sa este „Înaltpreasfințitul părinte Leon, arhiepiscop de Helsinki și al întregii Finlande”.